# Officialité

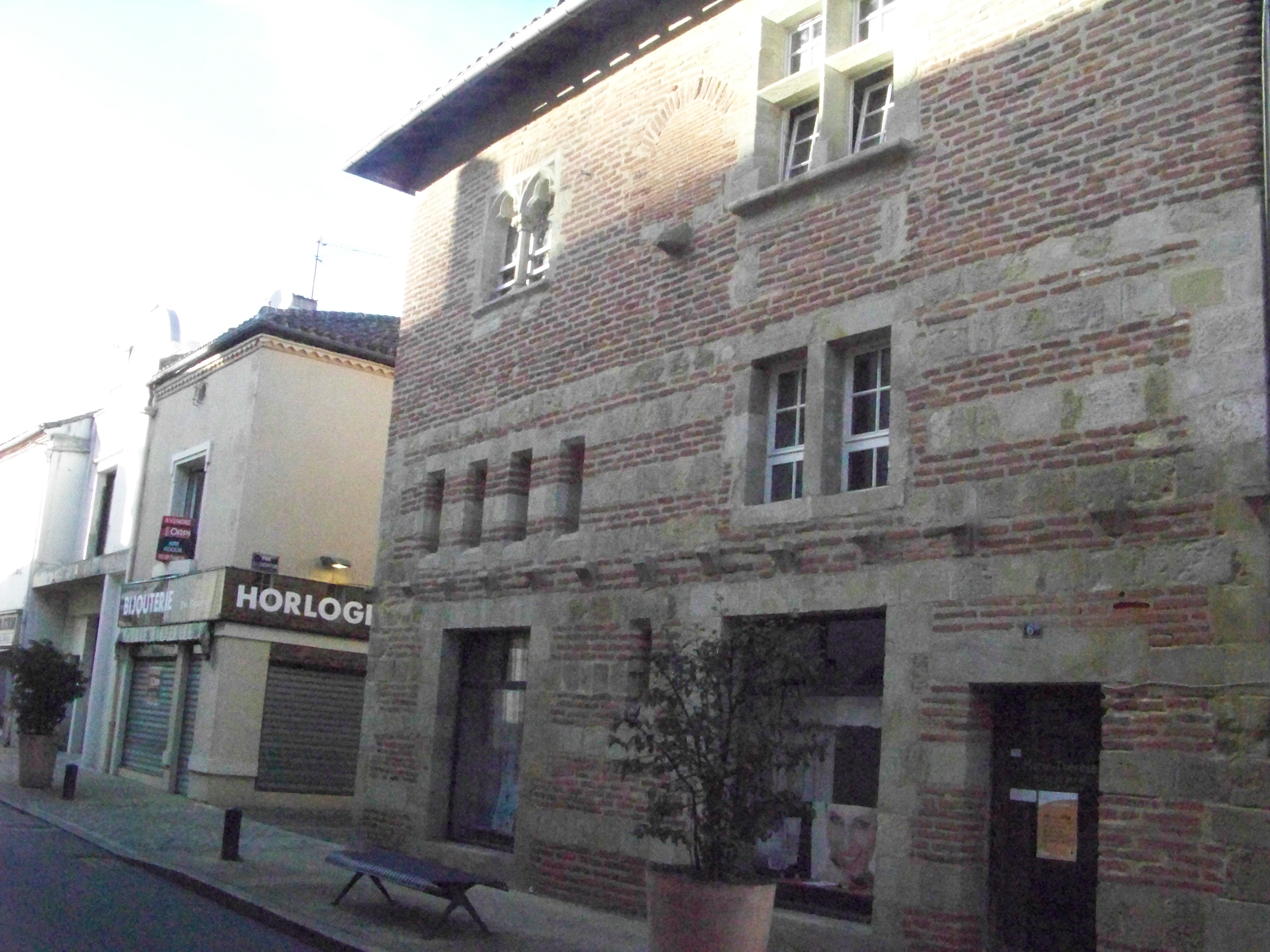
Ancienne maison de l'officialité du diocèse d'Aire.

L'officialité est le tribunal ecclésiastique chargé de rendre la justice au nom de celui qui exerce le pouvoir judiciaire dans l'Église catholique romaine.
Sous la forme latine d’officialatus au XIIIe siècle et d’officialitas au XIVe siècle, l'officialité désigne la fonction de l'official. Par la suite, il a également désigné le tribunal de l'official.
Le mot « officialité » est plutôt un terme usuel qu'un terme scientifique. Le Code de droit canonique de 1983 utilise le vocable de tribunal.

## Le pouvoir de gouvernement dans l'Église catholique
L'Église est une société dotée de tous les pouvoirs qu'exige la réalisation de sa fin propre. Le pouvoir de gouvernement y obéit à des principes très spécifiques qui ont leur source dans la façon dont elle se conçoit, compte tenu de ses principes fondateurs qu'elle ne maîtrise pas puisqu'ils lui viennent du Christ.
Ce pouvoir de gouvernement n'est pas morcelé dans l'Église. Une seule personne peut assumer le pouvoir législatif (faire les lois ecclésiastiques), le pouvoir exécutif (émettre toutes sortes de décrets ou concéder des dispenses) et le pouvoir judiciaire (juger par décret particulier ou par jugement). C'est le cas, pour l'Église universelle, du Pontife romain et du Collège épiscopal et, pour chaque Église particulière, de son évêque propre.
L'évêque diocésain exerce lui-même le pouvoir législatif. Il exerce lui-même ou par ses vicaires généraux et ses vicaires épiscopaux le pouvoir exécutif; par son vicaire judiciaire (official) le pouvoir judiciaire.

## Le pouvoir judiciaire dans l'Église catholique

### Sur le spirituel
L'Église a toujours exercé le pouvoir judiciaire en matière spirituelle. Son droit à évoquer des causes d'ordre religieux est si évident que les empereurs romains, passée l'ère des persécutions, l'ont expressément reconnu.

### Sur les matières d'ordre temporel

#### Causes temporelles des laïcs
Dès l'origine, les chefs des communautés chrétiennes se sont efforcés de détourner les fidèles des tribunaux séculiers. Saint Paul reproche aux Corinthiens de soumettre leurs litiges à d'autres que des chrétiens. La coutume s'établit très rapidement de soumettre les litiges des fidèles, même purement temporels, à des chrétiens puis aux chefs des communautés locales.
À partir du Ve siècle les causes des pénitents sont portées devant le juge ecclésiastique.
Les conciles d'Agde (506), d'Orléans (549) et de Paris (557) recommandent aux clercs de prendre la défense des affranchis devant les tribunaux publics, et les conciles de Mâcon (585) et de Paris (614) donnent aux évêques le monopole de leurs causes.
Le pape Gélase Ier demandera que soient prises les causes des veuves et des orphelins.
Les croisés ressortissent à la justice ecclésiastique ainsi que les étudiants (scholares).
Les évêques peuvent aussi juger en matière de testament, en ce qui concerne les « legs pieux » ; en matière criminelle, ils sont compétents pour les délits d'adultère, de rapt et d'usure.
Les concessions des empereurs romains expliquent la progression des juridictions ecclésiastiques, notamment Constantin qui permet d'abord aux fidèles de recourir à l'arbitrage des évêques en donnant force civile aux sentences épiscopales (321 ou 318), puis qui attribue aux évêques, en matière civile, une juridiction concurrente de celle des juges civils (331 ou 333).
Par la suite, les privilèges d'immunité accordés par les rois mérovingiens et confirmés par les carolingiens à grand nombre d'évêques et d'abbés et le fait que ceux-ci sont souvent seigneurs féodaux et ont, à ce titre droit de justice sur leurs terres vont contribuer au développement des tribunaux de l'Église.
D'autre part, les fidèles porteront plus volontiers leurs litiges devant ces tribunaux que devant les tribunaux civils : la procédure y est écrite, faite sur enquêtes, les frais peu élevés comparativement aux juridictions féodales, le système d'appel permet de recourir directement au pape, et le droit ne varie pas selon les coutumes locales.

#### Causes temporelles des clercs
Le privilège du for est reconnu aux évêques, en matiere criminelle, par l'empereur Constance en 355. Il sera aboli en 452 par Valentinien III, qui ne reconnaîtra plus la juridiction criminelle qu'en matière spirituelle. Mais l'Église s'emploiera à le maintenir.

## Création et fonctionnement des officialités au Moyen Âge
Le pouvoir judiciaire de l'Église est à l'origine exercé par l'évêque, qui juge les clercs criminels et les causes que les laïcs portent devant lui en synode ou devant des assemblées réunies à l'occasion du règlement du litige. À partir du XIIe siècle, l'accroissement du nombre de causes portées devant la juridiction ecclésiastique, la complexification de la procédure avec le développement du droit canonique et de la procédure d'enquête, enfin les charges croissantes dévolues aux évêques notamment au service des princes ou du pape, poussent les prélats à déléguer leur pouvoir judiciaire à un juge professionnel et permanent, qui prend rapidement le nom d'official. En France, les plus anciens officiaux connus sont juges pour l'archevêque de Reims dans le dernier quart du XIIe siècle. L'official agit judiciairement à la place de l'évêque : les sentences qu'il prononce ne peuvent pas être appelées auprès de l'évêque qui l'a nommé. Il peut prononcer et lever des censures ecclésiastiques. Il est gagé par l'évêque, qui peut le révoquer. Son mandat s'achève à la mort de l'évêque. Dans la plupart des diocèses, l'évêque ne nomme qu'un official. Le diocèse de Reims fait figure d'exception avec deux officiaux qui ont exactement la même compétence, qu'ils agissent ensemble ou séparément.
Le tribunal de l'official se stabilise progressivement à partir du XIIIe siècle, avec un personnel permanent. Cette cour comprend notamment, en sus de l'official qui juge, des promoteurs qui instruisent les affaires, des notaires, des procureurs, un scelleur chargé de sceller les actes produits par la cour.
L'officialité dispose d'une juridiction gracieuse et d'une juridiction contentieuse.
Les institutions ecclésiastiques disposant d'une juridiction mettent en place des officialités : il existe des officialités archidiaconales notamment, mais aussi des officialités capitulaires ou monastiques. Au-dessus de la juridiction épiscopale, on trouve des officialités métropolitaines et primatiales. L'appel se fait d'un échelon à celui immédiatement supérieur.
La compétence des officialités, très large au Moyen Âge, tend à se réduire au fil de l'époque moderne. Au XVIIIe siècle, elle concerne essentiellement la discipline ecclésiastique et les causes matrimoniales.
En principe, les officiaux prononcent des peines qui relèvent toutes des pénitences salutaires. L'amende pécuniaire, très fréquente à partir au moins du XVe siècle en France mais exceptionnelle en Angleterre, doit être strictement orientée à des fins pieuses et charitables. La peine de prison est utilisée par les cours ecclésiastiques plus précocement que par les tribunaux laïcs, pour sa dimension pénitentielle : elle vise avant tout à obtenir du coupable qu'il implore le pardon divin. Les officialités prononcent également des peines d'humiliation, échellement, pénitence publique, et utilisent également le pèlerinage judiciaire.
La juridiction des officialités est progressivement mise en cause par les tribunaux royaux. La possibilité d'appeler d'une sentence d'un tribunal ecclésiastique au Parlement s'affirme dans la deuxième moitié du XVe siècle et prend au début du XVIe siècle le nom d’« appel comme d'abus ».

## L'objet du pouvoir judiciaire de l'Église catholique
- Les causes qui regardent les choses spirituelles et celles qui leur sont connexes :
  - soit formellement, dans leur essence même : la foi, la grâce ;
 soit parce qu'elles sont cause de salut our les âmes : les sacrements, les sacramentaux, la prédication, les prières…
  - soit parce qu'elles sont un effet ou un usage d'un pouvoir spirituel : les bénédictions, les dispenses, les offices, les bénéfices et tous les actes de la juridiction ecclésiastique;
  - soit les choses temporelles, qui par leur nature se trouvent unies à des choses spirituelles : la personnalité juridique des personnes morales de droit public ecclésiastique ou les lieux sacrés ;
- la violation des lois ecclésiastiques ;
- autrefois : toutes les causes, soit contentieuses soit criminelles, relatives aux personnes qui jouissaient du privilège du for ;
- autrefois : certaines causes, dites de for mixte, dans lesquels le pouvoir civil et le pouvoir ecclésiastique étaient également compétents. C'était le cas, par exemple, des causes du droit de patronat, des causes de serment, de polygamie, de sorcellerie ou d'inceste.

De nos jours, les officialités ont le plus souvent à juger des causes matrimoniales. Cependant, toutes les causes peuvent être introduites auprès de l'officialité, dans le cadre du droit général de l'Église catholique. 

« Il appartient aux fidèles de revendiquer légitimement les droits dont ils jouissent dans l’Église et de les défendre devant le for ecclésiastique compétent, selon le droit. »

 Les tribunaux ont donc parfois à connaître de contentieux entre deux congrégations religieuses, ou entre un laïc et une congrégation ou un diocèse. Le cas est plus rare de contentieux entre deux laïcs qui ne souhaiteraient pas porter leur affaire devant un tribunal civil. Le tribunal pourrait toutefois se reconnaître compétent pour de tels conflits, tout en n'ayant pas le pouvoir d'exercer une coercition autre que morale pour l'application de son jugement. Il est arrivé, dans un passé récent, que certains jugements de tribunaux ecclésiastiques aient été considérés par les tribunaux civils, avec l'accord des parties, comme une conciliation.
À la suite du synode épiscopal d'octobre 2014 constatant la difficulté pour les fidèles catholiques d'atteindre les tribunaux ecclésiastiques afin d'accéder à un nouveau sacrement de mariage valide via la dénonciation d'un mariage religieux entaché de nullité, le pape François a promulgué le 15 août 2015 le motu proprio Mitis Iudex Dominus Iesus (« Le Seigneur Jésus, juge clément ») qui allège la procédure canonique aux fins de dénonciation d'une nullité matrimoniale. Ce motu proprio est conjugué au motu proprio Mitis et misericors Iesus (« Jésus doux et miséricordieux ») concernant plus spécifiquement les Églises orientales.

## Les sujets du pouvoir judiciaire de l'Église catholique
Avec l'ancien droit canonique, les baptisés et seuls les baptisés étaient sujets du pouvoir judiciaire de l'Église.
Depuis le Code de droit canonique de 1983, « toute personne, baptisée ou non, peut agir en justice ; et la partie appelée dans la cause doit répondre ».  Toute personne peut donc agir en justice devant les tribunaux ecclésiastiques, par exemple dans les procès de nullité de mariage. Les mineurs et ceux qui sont privés de l'usage de la raison ne peuvent ester en justice que par l'intermédiaire de leurs parents, tuteurs ou curateurs. Les personnes juridiques agissent en justice par leurs représentants légitimes.

## Organisation judiciaire de l'Église catholique contemporaine
L'organisation judiciaire ecclésiastique connaît des juridictions de première, deuxième et troisième instance, parfois même au-delà.

### Provocatio ad Romanum Pontificem
N'importe quel fidèle peut en appeler directement au pape pour juger de sa cause, soit comme demandeur, soit comme défendeur, à n'importe quel degré de juridiction et à n'importe quel moment du procès, en matière contentieuse ou pénale.

### Le tribunal de première instance
Le juge de première instance est l'évêque diocésain qui peut exercer le pouvoir judiciaire par lui-même ou par autrui. Le vicaire judiciaire ou official a le pouvoir ordinaire de juger ; il constitue avec l'évêque un seul et même tribunal. Pour des raisons pratiques, plusieurs évêques diocésains peuvent constituer une officialité commune (interdiocésaine).
- L'official est un prêtre, docteur ou licencié en droit canonique, âgé d'au moins trente ans[12].

Pour les besoins de certains procès qui nécessitent une formation collégiale, l'évêque nomme des juges diocésains.
Dans les juridictions collégiales, le président du tribunal doit désigner un des membres du collège comme rapporteur ou ponent. Il fait rapport de la cause et rédige ensuite les sentences
- l' « instruction » :

Le juge ou le président d'un tribunal collégial peut désigner un auditeur pour l'instruction de la cause. L'auditeur, selon le mandat du juge, recueille les preuves et les lui transmet.
- Le « parquet » :

Le promoteur de justice a pour mission de défendre le bien public dans les causes pénales. Il y a aussi dans quelques officialités un vice-promoteur pour suppléer en cas d'absence, ou autre empêchement du promoteur. Dans les causes contentieuses, c'est à l'évêque qu'il appartient de juger si le bien public peut être en jeu, à moins que l'intervention du promoteur de justice ne soit ordonnée par la loi ou rendue nécessaire par la nature de la chose jugée.
Le défenseur du lien intervient dans les causes de nullité ou de dissolution de mariage et dans les causes de nullité de l'ordination.
- Le « greffe » :

Le notaire assure la régularité en la forme des actes de procédure. Tous les actes sont tenus pour nuls s'ils n'ont pas été signés par lui. Tous les actes qu'il dresse font officiellement foi
- Les « auxiliaires de justice » :

Les procureurs judiciaires ont pour fonction de représenter les parties dans tous les actes de la procédure. Le procureur est unique pour chacune des parties et ne peut se faire remplacer, sauf accord express de la partie représentée.
Les avocats, obligatoires dans les causes pénales, assistent de leurs conseils et défendent l'une ou l'autre partie, par oral ou par écrit. Plusieurs peuvent être constitués ensemble. Ils doivent être catholiques.

### Le tribunal de deuxième instance
Il connaît à un degré hiérarchiquement supérieur des causes déjà résolues par le tribunal de première instance. Tout le procès est recommencé, des faits à leur solution juridique, afin de vérifier que la première sentence rendue était juste.
Le tribunal de deuxième instance juge toujours collégialement.
En règle générale, le tribunal de deuxième instance est celui de l'archevêque métropolitain. Si ce tribunal a jugé en première instance, on fait appel au tribunal que l'archevêque a désigné pour la deuxième instance, avec l'approbation du Siège apostolique.

### Les tribunaux interdiocésains ou régionaux
Le juge ecclésial de première instance étant théoriquement l’évêque diocésain, qui « exerce son pouvoir judiciaire par lui-même ou par autrui », c’est-à-dire par d’autres juges (vicaire judiciaire et juges diocésains), l’organisation judiciaire de l’Église catholique prévoit l’existence d’un tribunal ecclésiastique dans chaque diocèse ou Église particulière. La législation canonique a cependant permis la création de tribunaux interdiocésains ou régionaux de première instance à partir de 1938), pour tenir compte de la difficulté à pourvoir les officialités diocésaines en personnel qualifié, ou encore parce que le nombre de causes traitées ne justifiait pas l’existence d’un tribunal diocésain. Les premières officialités interdiocésaines furent créées en France à partir de 1965, puis l’expérience généralisée dans les années 1970.
À la suite de la réforme des provinces ecclésiastiques françaises de 2002, le « conseil pour les affaires canoniques » de la Conférence des évêques de France engagea, en lien avec le Tribunal suprême de la Signature apostolique, une réorganisation de la carte des officialités françaises pour la faire coïncider avec la nouvelle configuration des provinces ecclésiastiques, les diocèses de Strasbourg et Metz conservant cependant leurs officialités diocésaines en raison du système concordataire, et la province ecclésiastique de Paris gardant deux officialités (à Paris en première instance, et à Versailles pour l’appel) en raison du grand nombre de causes traitées. Le schéma d’ensemble de la réforme sera approuvé en novembre 2010 par l’assemblée plénière de la conférence épiscopale, puis les demandes de création et de suppression des officialités soumises en 2011 à l’approbation romaine de la Signature apostolique.

### Les tribunaux du Siège apostolique

#### La Rote romaine
C'est le tribunal ordinaire constitué par le Pontife romain pour recevoir les appels.
Elle juge en deuxième instance les causes déjà jugées par un tribunal de première instance et légitimement déférées au saint Siège par appel légitime
Elle juge en troisième instance et au-delà (quatrième instance pour certains pays possédant une troisième instance stable, tels l'Espagne avec son Tribunal de la Rote de la Nonciature Apostolique et la Hongrie) les affaires déjà traitées en deuxième instance par elle-même ou par un autre tribunal.
Exceptionnellement, elle juge en première instance certaines causes qui lui sont réservées : les évêques en matière contentieuse, les abbés primats ou supérieurs de congrégations, les supérieurs majeurs des instituts de droit pontifical, les diocèses et certaines personnes physiques ou morales qui n'ont pas de supérieur en dessous du pape. Elle peut également juger de certaines causes que pourrait lui confier le Pontife romain.
La Rote romaine a pour mission de protéger les droits de l'Église, de veiller à l'unité de la jurisprudence et d'aider les tribunaux inférieurs.

#### Le Tribunal suprême de la Signature apostolique
- Compétence judiciaire[35] :

Ce tribunal connaît :

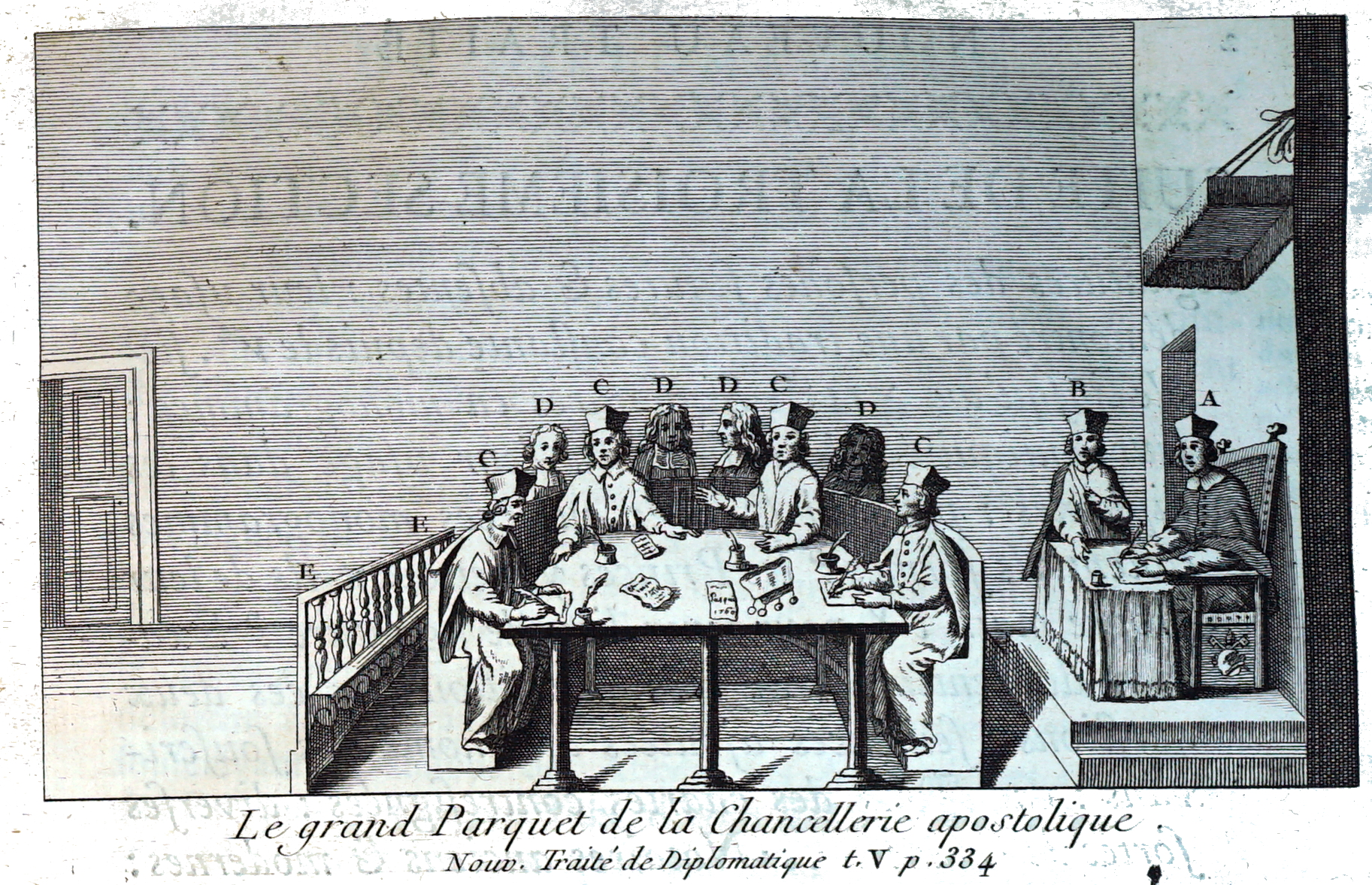
Grand parquet apostolique, Noueau traité de diplomatique de René Prosper Tassin.

1. des plaintes en nullité, des demandes de remise en l'état et des autres recours contre les sentences de la Rote romaine ;
2. des recours dans les causes concernant le statut des personnes que la Rote romaine a refusé d'admettre à un nouvel examen ;
3. des exceptions de suspicion et autres causes contre les Auditeurs de la Rote romaine en raison de leurs actes dans l'exercice de leurs fonctions ;
4. des conflits de compétence en raison de la matière ou du lieu.

- Compétence en matière de contentieux administratif :

1. Juger en première et en dernière instance les différents nés d'un acte du pouvoir administratif ecclésiastique[36] ;
2. juger des autres litiges administratifs qui lui sont déférés par le Pontife romain par les dicastères de la Curie romaine et des conflits de compétence entre ces dicastères.

- Compétence de police administrative[37] :

1. Veiller à la correcte administration de la justice et prendre des mesures, si besoin est, à l'égard des avocats et procureurs ;
2. proroger la compétence des tribunaux ;
3. approuver la création de tribunaux inter-diocésains.